# Kuldscha oberthuri
Kuldscha oberthuri là một loài bướm đêm trong họ Geometridae.